# ЛіАЗ 6212
ЛіАЗ 6212 — 18-метровий зчленований автобус, що серійно випускається на Лікінському автобусному заводі з 2002 року, зараз виготовлено близько 1330 екземплярів. ЛіАЗ 6212 виготовлений на базі 11-метрового автобуса ЛіАЗ 5256, що проектувався ще з кінця 1970-х років. На базі ЛіАЗ 6212 виготовлено ще один зчленований автобус ЛіАЗ 6213 з низькою підлогою і багатьма іншими нюансами; також існує спеціальна модифікація міського автобуса ЛіАЗ 6212 — ЛіАЗ 62127, що працює на газу з двигуном Cummins.

## Описання моделі

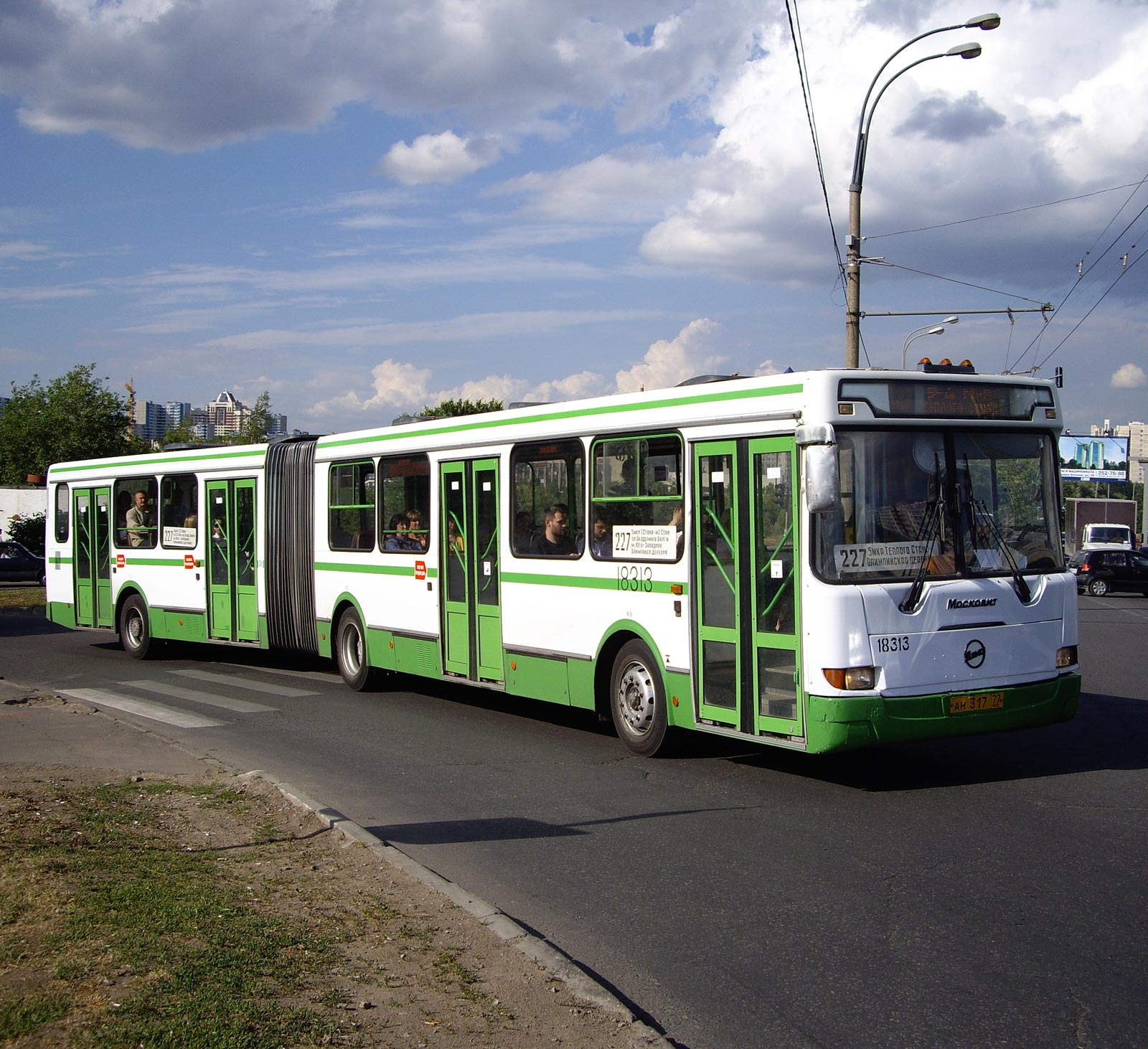
ЛіАЗ 6212 у Москві

ЛіАЗ 6212 являє собою подовжену модель ЛіАЗ 5256, його дизайн від 5256 моделі сильно не змінився; довжина тягача ЛіАЗ 6212 становить 11.4 метра, рівносильно ЛіАЗ 5256, за «гармошкою» ще є 7-метровий хвіст, що виконаний у тому ж дизайні, що і тягач, інші ж габаритні дані різниці не мають, ЛіАЗ 6212 рівно 3 метри у висоту, хоча занизьким від цього не здається. Кузов автобуса дволанковий, двохвагонного компонування, безрамний, тримальний. Оскільки ЛіАЗ 6212 не виробляється настільки довго, наскільки ЛіАЗ 5256, дизайн його кузова в цілому не міняється; кузов повністю оброблений антикорозійним покриттям, що істотно збільшує ресурс роботи та антикорозійний захист (у цьому випадку з ЛіАЗ 6212, автобус має ресурс кузова не менше ніж 12 років роботи). Дизайн його передка нічим не відрізняється від ЛіАЗ 5256; фари у автобуса квадратної форми та мають лінзове скління, що істотно покращує далекоглядність фар; протитуманні фари вмонтовані у бампер, вони округлої форми, теж мають лінзове покриття; Передок автобуса майже повністю прямий. Бампер у ЛіАЗ 6212 зварний, не випирає з кузова, у нього вмонтовані протитуманні фари, зокрема дизайн бампера включає у себе лінії за якими він ніби розділяється, обов'язковий у автобуса персональний і парковий номер. Емблема Лікінського автобусного заводу розміщується по центру передка. Лобове скло, як і у ЛіАЗ 5256 у цього автобуса злегка гнуте, безколірне, розділене надвоє; склоочисники автобуса переміщаються за допомогою тягових важелів. У ЛіАЗ 6212 є спеціальний відсік для маршрутовказівників, у цього автобуса вже наявні електронні табло, у випадку, якщо відсік для вказівників відсутній,електронне табло робиться меншого розміру і розміщується зверху на стелі кабіни; хоча у цих автобусів часто наявні прості таблиці, що розташовуються на бокових вікнах. Бокові дзеркала зовнішнього виду автобуса сферичні, кріплення стали повністю суцільними у стилі «вуха зайця». На даху, над лобовим склом є 3 спеціальні габаритні лампи, що включаються, коли автобус виїздить на маршрут, вони позначають ЛіАЗ 6212 як довгомірний транспортний засіб. Автобус тривісний, ободи коліс радіанні, у автобуса є 3 гальмівні системи, робоча гальмівна пневматична, розділяє на 2 контури передню, середню та задню (2); гальмівні механізми — барабанного типу. Мотовідсік автобуса розташовується на задньому звисі, як і у ЛіАЗ 5256, двигун автобуса набагато потужніший (300 кінських сил/220 кіловат) ніж у ЛіАЗ 5256 (192 кінські сили/169 кіловат); двигуни оснащені новою системою контролю викидів Euro-3. Автобус оснащений пневморесорною підвіскою, усі мости виконані угорською фірмою Raba. Автобус використовує дизельний двигун Caterpillar і газовий двигун Cummins, повністю у підлогу двигуна заховати не вдалося, тому задній ряд сидінь розташовується на невеликому помості. До салону автобуса ведуть чотири двостулкові двері з розвинутим тонований склінням (у кожній з секцій по дві), поворотно-зсувного типу з системою протизащемлення, оскільки автобус високопідлоговий, нагору ведуть 2 сходинки, висота підлоги вздовж усього кузова не змінюється. Салон розрахований на велику місткість пасажирів, а автобус добре пристосований працювати у умовах великих міст та з великим потоком пасажирів. Підлога салону оббита суцільнотягненим килимом лінолеуму. Поручні автобуса тонкі, зі сталі, у салоні вони існують у достатній кількості, як вертикальні так і горизонтальні. Горизонтальні поручні розташовуються уздовж усього салону (крім прольоту гармошки), на деяких з поручнів є пластикові ручки для комфорту; поручні зазвичай фарбуються у жовтий або синій колір (хоча можуть фарбуватися у інші по замовленню); вертикальні розташовуються біля більшості рядів та на збірних майданчиках; деякі з поручнів незвично вигнуті (багато вигнутий поручнів є у другій секції). Сидіння цього автобуса напівм'які, вірніше, самі сидіння зроблені з пластику, і мають вставку з м'якого синтетичного матеріалу для зручності спини пасажира. Сидіння у автобуса роздільного типу, у деяких з рядів вони встановлюються попарно, у деяких одинарні сидіння. Якщо дивитися по ЛіАЗ 5256, то у 11.4 метрового автобуса є лише 23 сидячих крісла, у тягачі ЛіАЗ 6212 демонтовано з них 6 і залишено 18. У другій секції крісел лише 14, тобто загально їх 32 штуки (а це менше, аніж звичайна кількість крісел у Європейських автобусів особливо великого класу), хоча від зменшення кількості крісел автобус виграє́, оскільки загальна місткість збільшується до 180 пасажирів. Інший примітний елемент цього автобуса — з'єднувальний вузол, більше відомий як «гармошка». Ця гармошка металева, троси з'єднання та інші вузли гармошки приховані від пасажирів; вузол зчленування виконано німецькою фірмою «Hϋbner»; вузол зчленування дає можливість стояти на ньому і переходити з секції у секцію. Вікна автобуса роздільні, на автобус поставлено тоновані склопакети, вікна мають заокруглену форму, одне маленьке вікно ще наявне на самому задньому ряді; воно розташовується трохи вище від усіх вікон, оскільки задній ряд розташований на помості, а поміст зроблений з причини того, що двигун не умістився повністю у підлогу. Вентиляція у салоні відбувається через люки на даху та зсувні кватирки. Система опалення рідинна, від системи охолодження двигуна, є автономний обігрівач. Підсвітка у салоні відбувається за допомогою плафонових світильників, що встановлені на стелі салону. Кабіна водія автобуса не має відмінностей від ЛіАЗ 5256, кабіна відокремлена від салону цільною перегородкою. Крісло водія м'яке, з підресорами, кермове колесо — оновлена модель МАЗ 64229 з гідропідсилювачем. Цей автобус використовує автоматичну коробку передач Voith, тому керування рухом відбувається за допомогою двох керівних педалей — акселератор «газ» і гальмо. Приладова панель пластикова, майже пряма, оскільки немає двері входу/виходу водія з лівого боку, то і там розташовується блок з клавішами. Більшість клавіш розташовується на правому блоці панелі, показникові прилади (спідометр на 120 км/год, тахометр на 3000 об/хв та інші допоміжні прилади) розташовуються посередині приладової панелі. Сучасних табло контролю за станом автобуса ЛіАЗ 6212 ще має, для цього є панель з малюнками стану автобуса з миготливими показами ситуації, наприклад показ повороту чи відкриття дверей. У кабіні водія є зсувна кватирка для вентиляції та автономний обігрівач для опалення кабіни. У швидкісних показниках ЛіАЗ 6212 кращий від ЛіАЗ 5256; його максимальна швидкість 90 км/год, а контрольні витрати палива лише 25 літрів на 100 кілометрів (у 5256 від 28 до 32 літрів).

## Технічні характеристики
| ЛіАЗ 6212                                 | ЛіАЗ 6212                                                                                |
| ----------------------------------------- | ---------------------------------------------------------------------------------------- |
| Загальні дані                             |                                                                                          |
| Модель                                    | ЛіАЗ 6212                                                                                |
| Випускається з, рік                       | 2002                                                                                     |
| Подібні автобуси у модельному ряді (ЛіАЗ) | ЛіАЗ 6213, ЛіАЗ 5256                                                                     |
| Кількість випущених екземплярів, штук     | понад 800 штук                                                                           |
| Призначення                               | міський автобус-гармошка                                                                 |
| Кузов                                     |                                                                                          |
| Описання кузова                           | дволанковий чотиридверний, тримальний, двовагонного компонування                         |
| Строк служби кузова, не менше ніж, роки   | 12                                                                                       |
| Габарити і елементи ззовні                |                                                                                          |
| Довжина кузова, мм                        | 17640                                                                                    |
| Ширина по молдінгу, мм                    | 2500                                                                                     |
| Висота, мм                                | 3007                                                                                     |
| Колісна база, мм                          | 5840 (тягач) 6240 (причеп)                                                               |
| Дорожній просвіт, мм                      | ~240                                                                                     |
| Мінімальний радіус повороту, м            | 12.5                                                                                     |
| Споряджена маса, кг                       | не менше 17 тон                                                                          |
| Повна маса, кг                            | 27500                                                                                    |
| Фари (передок)                            | 4 2 + 2 протитуманні з лінзовим склінням                                                 |
| Бокові дзеркала зовнішнього виду          | сферичні у стилі «вуха зайця»                                                            |
| Лобове скло                               | роздільне, гнуте, безколірне                                                             |
| Маршрутовказівники                        | електронні табло зверху лобового стекла або у кабіні                                     |
| Розташування мотовідсіку                  | задній звис                                                                              |
| Шасі і гальмівні системи                  |                                                                                          |
| Тип мостів                                | RABA                                                                                     |
| Підвіска                                  | пневматично-ресорсна                                                                     |
| Колеса/осі                                | радіанні/3, 6×2                                                                          |
| Гальмівні механізми                       | барабанного типу з клиновим розтиском                                                    |
| Робоча гальмівна система                  | пневматична, двоконтурна, з поділом на контури по осях                                   |
| Зупинна гальмівна система                 | гальмівні механізми заднього мосту з приводом від пружинних енергоакумуляторів           |
| Додаткова гальмівна система               | один з контурів робочої гальмівної системи, електродинамічне гальмо                      |
| ABS                                       | наявна                                                                                   |
| Салон і місце водія                       |                                                                                          |
| Двері до салону                           | 4 двостулкових з розвинутим склінням і системою протизащемлення                          |
| Настил підлоги                            | лінолеум                                                                                 |
| Поручні                                   | тонкого типу, жовтого кольору, горизонтальні з пластиковими ручками, вигнуті (див. опис) |
| Сидіння                                   | напівм'які, пластикові, роздільного типу                                                 |
| Підсвітка у салоні                        | плафонові світильники на даху                                                            |
| Вікна                                     | безпечні, клеєні, тоновані                                                               |
| Опалення у салоні                         | рідинне від системи охолодження двигуна та автономного опалювача                         |
| Вентиляція у салоні                       | через люки і зсувні кватирки                                                             |
| Кількість сидячих місць, шт               | 32 (18 у тягачі; 14 у причепі)                                                           |
| Повна пасажиромісткість, чол              | 178                                                                                      |
| Кабіна водія                              | відокремлена від салону перегородкою                                                     |
| Приладова панель                          | з пластмаси                                                                              |
| Кермове керування                         | МАЗ 64229 (нова модель керма) з гідропідсилювачем                                        |
| Гармошка та вузол зчленування             |                                                                                          |
| Гармошка                                  | металічна зі сталевими пластинами                                                        |
| Вузол зчеплювання                         | Hϋbner                                                                                   |
| Максимальний кут вигину гармошки, °       | 34                                                                                       |
| Коробка передач                           |                                                                                          |
| Тип КПП                                   | автоматична                                                                              |
| Модель КПП                                | Allison                                                                                  |
| Двигун                                    |                                                                                          |
| Тип                                       | дизельний або газовий                                                                    |
| Назва двигуна                             | Caterpillar-3126 (дизельний) Cummins-CG-280 (газовий)                                    |
| Потужність, кіловат                       | 220 (300 к.с.)                                                                           |
| Обертальний момент, Нм                    | 820 при 1560 об/хв                                                                       |
| Місткість паливного бака, літри           | 230                                                                                      |
| Число циліндрів, штук                     | 6                                                                                        |
| Робочий об'єм, літри                      | 7.2 літри                                                                                |
| Відповідність екологічним нормам          | Euro-3                                                                                   |
| Контрольні витрати палива, літри          | 25                                                                                       |
| Максимальна швидкість, км/год             | 90                                                                                       |